# Макаров, Сергей Васильевич
Серге́й Васи́льевич Мака́ров (8 мая 1919, Нестерово, Смоленская губерния — 10 февраля 1942, Бахмутово, Калининская область) — лётчик-ас, командир звена 180-го истребительного авиационного полка 46-й смешанной авиационной дивизии Калининского фронта, лейтенант, Герой Советского Союза.

## Биография
Родился в семье крестьянина. По национальности русский. В 1931 году вместе с семьёй переехал в Гатчину. Учился в гатчинской средней школе № 4, в которой окончил 8 классов. После школы начал работать электросварщиком на Ленинградском заводе подъёмных сооружений. В это же время вечерами занимался в аэроклубе.
В Красную Армию был призван в 1938 году. Окончил Чугуевскую военную авиационную школу пилотов.
В Великую Отечественную войну воевал с июля 1941 года в составе 180-го истребительного авиационного полка в должности пилота. Летал на МиГ-3. Выполнял боевые задания на Смоленщине, над Подмосковьем, на Калининском фронте. В сентябре 1941 награждён орденом Красного Знамени. С 3 по 14 октября уничтожил 12 немецких самолётов (4 лично и 8 в группе) в районе станций Нелидово, Чертолино, Канютино и других. 30 ноября 1941 года самолёт Сергея Макарова был сбит в районе города Солнечногорска. Макаров совершил вынужденную посадку на оккупированной территории, но практически сразу был подобран однополчанином Сергеем Долгушиным, севшим рядом, и вывезен за линию фронта.
На 26 января 1942 года за лейтенантом Макаровым числилось 260 боевых вылетов, 35 воздушных боёв, 10 лично сбитых неприятельских самолётов и 12 самолётов, сбитых в группе, 27 уничтоженных автомашин и 2 подавленные зенитно-пулемётные точки.
10 февраля 1942 года четыре самолёта, среди которых был и МиГ Макарова, патрулировали советские позиции. Во время патрулирования завязался бой с восемнадцатью Me-110. Два из самолётов противника были сбиты его товарищами, сам Макаров сбил третьего и приблизился к нему на двадцать-тридцать метров, но стрелок «мессершмитта» оказался жив и выпустил очередь, убившую Сергея Макарова. Его самолёт упал в районе села Воскресенское.
Указом Президиума Верховного Совета СССР «О присвоении звания Героя Советского Союза начальствующему и рядовому составу Красной Армии» от 5 мая 1942 года за «образцовое выполнение боевых заданий командования на фронте борьбы с немецкими захватчиками и проявленные при этом отвагу и геройство» удостоен посмертно звания Героя Советского Союза.

## Память

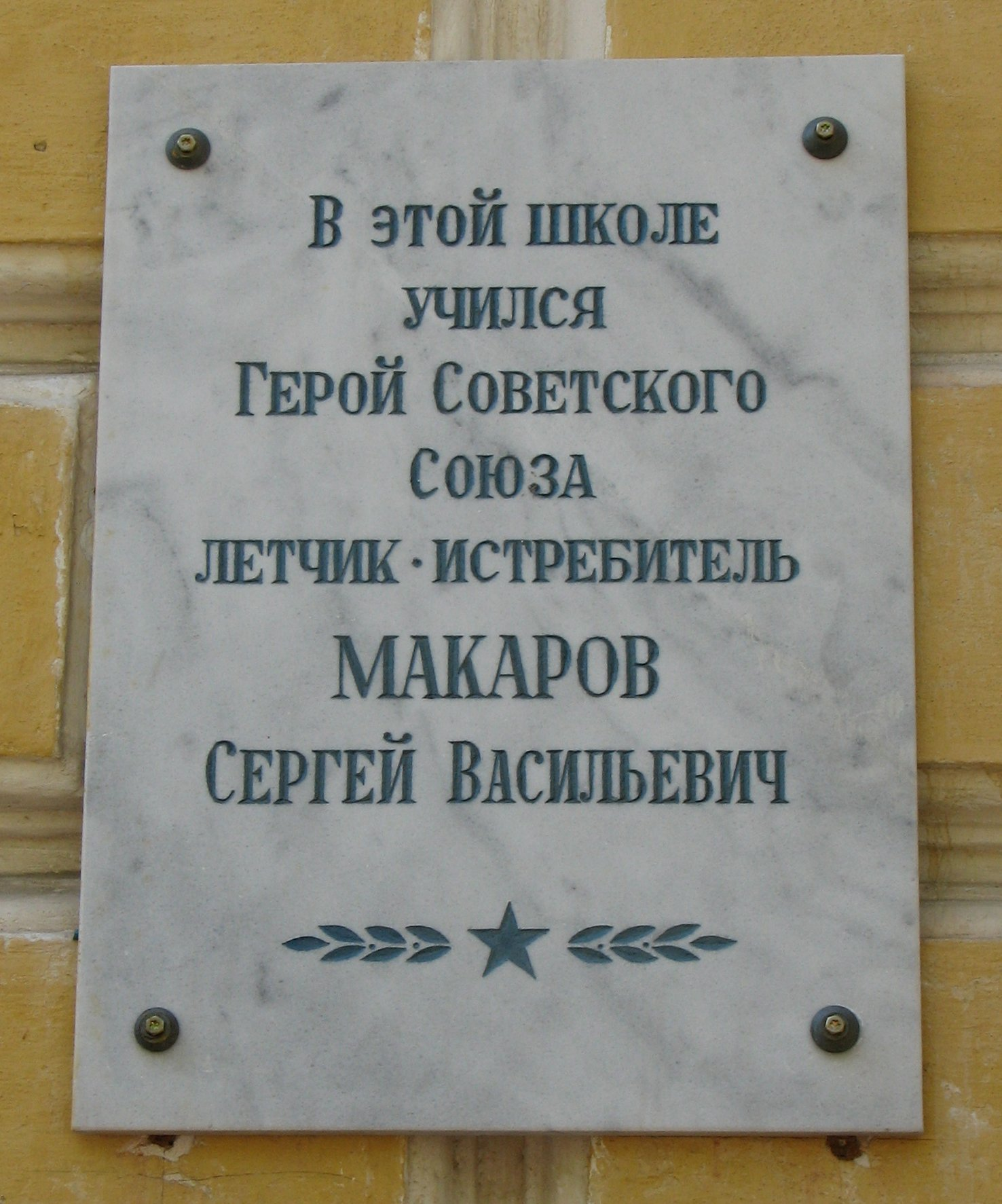
Мемориальная доска на здании школы № 4 в Гатчине, посвящённая Сергею Васильевичу Макарову.

Сергей Макаров был похоронен в братской могиле в деревне Бахмутово Ржевского района Калининской области. В 2022 году в феврале была установлена гранитная мемориальная плита в честь памяти подвига героя. Идея принадлежит Кузнецову Александру Владимировичу.

## Награды
- Герой Советского Союза.
- Орден Ленина.
- Орден Красного Знамени.